# Parc nacional de Miguasha
El Parc Nacional de Miguasha és un una àrea protegida prop de Carleton-sur-Mer a la península quebequesa de Gaspé, al Canadà. Creat el 1985 pel govern del Quebec, Miguasha va ser designat Patrimoni de la Humanitat l'any 1999 en reconeixement de l'estat de conservació dels seus fòssils, que mostren un moment crucial en l'evolució de la vida a la Terra.
El museu del parc compta amb exposicions de fòssils i restes paleontològiques del parc. La col·lecció del museu inclou més de 9.000 exemplars de peixos i plantes fòssils.
Els penya-segats costaners estan formats de roca sedimentaria gris i són del Devonià Superior. Estan formats per capes alternes de gresos i lutites d'uns 350-375 milions d'anys. Actualment a la zona hi trobem boscos de bedolls, àlbers i avets.

## Paleontologia
El Parc Nacional de Miguasha és considerat el lloc més important pel que fa a la paleontologia pels fòssils del període Devonià, també conegut com a l'"era dels peixos". Cinc de sis grups de peixos fòssils d'aquest període datats en uns 370 milions d'anys, es troben dins dels límits d'aquest parc. També s'hi han trobat importants fòssils en un estat òptim de conservació de sarcopterigi, predecessors dels tetràpodes, que són els avantpassats dels primers vertebrats terrestres amb quatre extremitats.

## Història
Aquesta àrea protegida va ser instituïda com a Parc per la conservació l'any 1985. L'any 1999 va ser declarat Patrimoni de la Humanitat per la UNESCO.
Els primers fòssils de cloïsses van ser trobats l'any 1842 per Abraham Gesner (1797-1864), geòleg, metge i un dels fundadors de la indústria petroliera. Durant aquell any Gesner va trobar una gran quantitat de restes fòssils de cloïsses que va dur al Museu Britànic de Londres i al London Scottish Museum d'Edimburg. Avui en dia, ja s'hi han identificat, catalogat i classificat uns 5.000 fòssils.